# Classe Haruna
La classe Haruna era una classe di cacciatorpediniere della Forza di autodifesa marittima del Giappone (Kaijō Jieitai), composta da due unità entrate in servizio tra il 1973 e il 1974, e poi radiate tra il 2009 e il 2011. Secondo la classificazione giapponese, queste unità erano state designate come "cacciatorpediniere portaelicotteri" (Helicopter Destroyer o DDH).

## Il progetto
Secondo i piani originali, la nuova forza navale giapponese, creata dopo la sconfitta nella seconda guerra mondiale, avrebbe dovuto disporre di una propria autonoma componente aerea; nel 1960 l'Agenzia di Difesa giapponese avanzò piani per la costruzione di una unità portaelicotteri, analoga a quelle già in servizio con altre marine militari, ma la Kaijō Jieitai respinse questa proposta preferendo puntare sul disperdere i suoi assetti aerei su una più ampia flottiglia di cacciatorpediniere, invece di concentrarli su un pugno di unità dedicate. La categoria dei "cacciatorpediniere portaelicotteri", di cui le Haruna furono la prima espressione, fu quindi concepita per fungere da centro di comando e logistico per le capacità aeree della flotta giapponese, disperse su più unità; le Haruna avrebbero quindi dovuto fungere da navi ammiraglie per le flottiglie di unità antisommergibili (ASW) della flotta giapponese.
La struttura base delle Haruna fu ripresa dai precedenti cacciatorpediniere antisommergibile della classe Takatsuki, ma con significative differenze nella struttura: per poter ospitare almeno tre elicotteri in una nave di dimensioni limitate, le sovrastrutture della nave furono tutte concentrate in una grossa e compatta struttura posta al centro dello scafo, lasciando l'intera poppa libera per poter ospitare un ponte di volo con un hangar sottostante ed elevatori come sulle portaerei. Poiché l'hangar della nave non era allineato con il centro della stessa, questa soluzione compromise la stabilità della nave, con il suo centro di gravità che cambiava a seconda dello svolgimento delle attività aeree: per compensare ciò furono adottate varie misure, come l'adozione di vari dispositivi anti-rollio per poter mantenere stabile la nave soprattutto durante le fasi di appontaggio degli elicotteri.
Le Haruna erano lunghe 153,1 metri, larghe 17,5 m e con un pescaggio di 5,2 m; il dislocamento standard era di 4.900 tonnellate, che saliva a 6.900 t a pieno carico. La propulsione era data da due turbine a vapore per altrettanti alberi motore, con una potenza complessiva di 60.000 hp; la velocità massima raggiunta alle prove fu di 31 nodi.
L'armamento originale era derivato dai cacciatorpediniere antisommergibile della classe Takatsuki, con due cannoni Mk. 42 da 127 mm in altrettante torri singole, disposte entrambe a prua, e un lanciatore a otto celle per missili antisottomarino ASROC, posto sempre a prua dietro le torri dell'artiglieria; sempre in funzione ASW erano installati anche due impianti tripli di tubi lanciasiluri MK 32. Nell'ambito della versione giapponese del Programma FRAM (Fleet Rehabilitation and Modernization), tra il 1986 e il 1989 l'armamento delle Haruna fu potenziato sotto il profilo delle capacità antiaeree e antimissile, con l'aggiunta di un lanciatore per otto missili superficie-aria RIM-7 Sea Sparrow (posto sul retro della sovrastruttura principale) e di due impianti Phalanx CIWS da 20 mm (sulla sommità della sovrastruttura), oltre a vari miglioramenti dell'elettronica, dei sistemi radar e all'aggiunta di lanciatori per inganni elettronici chaff. Gli elicotteri imbarcati erano tre,  inizialmente i Mitsubishi HSS-2, versione locale del Sikorsky S-61 Sea King, e poi dal 1991 i nuovi Mitsubishi SH-60, la versione costruita su licenza dello statunitense Sikorsky SH-60 Seahawk.

## Unità
| Nome   | Pennant number | Impostazione  | Varo             | Entrata in servizio | Destino finale                            |
| ------ | -------------- | ------------- | ---------------- | ------------------- | ----------------------------------------- |
| Haruna | DDH-141        | 19 marzo 1970 | 1º febbraio 1972 | 22 febbraio 1973    | radiato per obsolescenza il 18 marzo 2009 |
| Hiei   | DDH-142        | 8 marzo 1972  | 13 agosto 1973   | 27 novembre 1974    | radiato per obsolescenza il 16 marzo 2011 |